# Otus frutuosoi
Espèce
Le Petit-ducde São Miguel (Otus frutuosoi) est une espèce fossile d'oiseaux strigiformes de la famille des Strigidae.

## Aire de répartition
Ce petit-duc a été découvert à la Gruta de Água de Pau (pt), à São Miguel, aux Açores (Portugal).

## Paléoenvironnement
Il vivait à l'époque de l'Holocène, plus précisément de l'Holocène inférieur. Il semble avoir disparu peu après l'arrivée des Hommes dans l'archipel, il y a environ 4 900 ans av. J.‑C..

## Taxinomie
Cette espèce a été décrite en 2013 par les naturalistes Juan Carlos Rando, Josep Antoni Alcover (de) (né en 1954), Storrs L. Olson (né en 1944) et Harald Pieper (né en 1942).